# Tygarrup anepipe
Tygarrup anepipe är en mångfotingart som beskrevs av Karl Wilhelm Verhoeff 1939. Tygarrup anepipe ingår i släktet Tygarrup och familjen storhuvudjordkrypare. Inga underarter finns listade i Catalogue of Life.